# Interessengemeinschaft der Schweinehalter Deutschlands
Die ISN – Interessengemeinschaft der Schweinehalter Deutschlands e. V. (ISN) ist ein Zusammenschluss von deutschen Schweinehaltern. Sie vertritt die Interessen von rund 9000 Schweinehaltern (Stand 2021) gegenüber der Politik und der Wirtschaft in Deutschland und Europa. Ihr Sitz ist in Damme, Niedersachsen.

## Der Verein
Der Verein wurde 1988 von mehreren Landwirten zuerst in Niedersachsen gegründet. Später änderte sich der Name zur Interessengemeinschaft der Schweinehalter Nord-Westdeutschlands e. V. und dann zur jetzigen Form. Die ISN ist Mitglied beim Zentralverband der Deutschen Schweineproduktion e. V. (ZDS). Seit dem 1. Oktober 2010 führt Torsten Staack die ISN als Geschäftsführer.

## Ziele
1. Stärken der Wettbewerbsfähigkeit der deutschen Schweinehaltung
2. Engagement für einheitliche Rahmenbedingungen in der EU
3. Erhöhung der Markttransparenz und Stärkung der Position der Schweinehalter innerhalb der Wertschöpfungskette Schweinefleisch
4. Schaffen eines ausgewogenen Verhältnisses von Tierschutz, Umweltschutz und Wirtschaftlichkeit auf Grundlage fundierter wissenschaftlicher Erkenntnisse
5. Förderung einer realistischen Darstellung der modernen Schweinehaltung in der Gesellschaft, u. a. durch Verbesserung der Kommunikation zu Multiplikatoren

## Serviceunternehmen
Um die deutschen Schweinehalter zu stärken, hat die ISN verschiedene Serviceunternehmen gegründet. Zum einen ist dieses die ISW – Interessengemeinschaft der Schweinehalter Wirtschafts-GmbH. Über diese Gesellschaft können die Mitglieder ihre Schweine verkaufen. Der Vorteil liegt darin, dass der Kaufpreis für die Tiere über eine Kreditausfallsversicherung abgesichert sind und im Falle einer Insolvenz eines Schlachthofes bzw. Viehhändlers der Verkäufer den Kaufpreis erstattet bekommt.
Die ISW bietet auch noch die Internet-Schweinebörse an. Dort werden jeden Mittwoch um 14:00 Uhr in einer Auktion Schweine gehandelt. Auch Ferkel können über die ISW bezogen werden.
Ein weiteres Standbein der ISW ist der Flüssiggashandel. In diesem Geschäft ist die ISW groß geworden, als sie gegen die langfristigen Gaslieferverträge der Gasunternehmen gerichtlich vorgegangen ist. Durch eine Flut von verschiedenen Gerichtsverfahren hat die ISW es geschafft, das Monopol der Flüssiggasunternehmen zu brechen. So sind auch viele Mitglieder in der ISN, obwohl sie keine Schweine halten.
Eine andere Gesellschaft, die die ISN gegründet hat, ist die ISW-Versicherungsmakler GmbH, die 1997 gegründet wurde. Sie vermittelt Versicherungsverträge in allen Bereichen.
Die Jugendorganisation der ISN ist die Junge ISN.

## Kontroversen
Im Februar 2022 wurde publik, dass Schweinemastbetriebe von zwei Vorstandsmitgliedern der ISN kranke und verwundete Tiere im Sommer 2021 angeblich nicht tierrechtsmäßig behandelt hatten. Dies hatte die Tierschutzorganisation Animal Rights Watch aufgedeckt. Die Beschuldigten wiesen die Vorwürfe zurück, erstatteten aber gleichzeitig Anzeige wegen Hausfriedensbruch.